# Томи и Тапънс
Томи и Тапънс (на английски: Tommy and Tuppence) са любители-детективи от романите на Агата Кристи. Пълните им имена са Томас Бересфорд и Прудънс Бересфорд (по баща Каули).
Първият роман, в който се появяват, е „Тайният противник“. Те започват като случайни изнудвачи (с цел приключение и пари), но скоро разбират, че възможностите, които се откриват пред тях като детективи, са по-доходоносни и вълнуващи.

## Детективи
Томи и Тапънс участват в 4 романа и в книга с разкази. Книгата с разкази е „Съдружници срещу престъплението“ (1929 г., като всеки разказ напомня за произведение на друг автор); а романите са „Тайният противник“ (1922), „Произшествие в Сан Суси“ (1941), „Злото е на път“ (1968) и „Задната врата на съдбата“ (1973).
Тапънс е харизматична, импулсивна и със силна интуиция, докато Томи няма голямо въображение и е по-малко вероятно да го отклонят от истината (като обобщава първият им противник: той не е умен, но е трудно да го излъжеш за фактите.) В първата книга Тайният противник се срещат след войната, и въпреки че се познават от дълго време, осъзнават, че са влюбени един в друг.
За разлика от много други герои в книгите, включително и известните герои на Агата Кристи Поаро и Мис Марпъл, Томи и Тапънс остаряват. В първата книга те са в ранните си 20 години, а в последната – на около 70. В течение на романите става ясно, че имат 3 деца, 2 близнаци – Дебора и Дерек, както и осиновено дете – Бети. Те вземат на работа Албърт, който се появява за първи път като момче, обслужващо асансьора и който им помага в начинанието им в „Тайният противник“, след това им е асистент в „Съдружници срещу престъплението“, в „Задната врата на съдбата“ е техен иконом и става ясно, че е бил женен, а сега е вдовец. В същата книга имат куче на име Ханибал.